# Power.org
Power.org（パワードットオーグ）は、Powerアーキテクチャ技術の開発・利用・推進を目的とした業界団体。Powerアーキテクチャに関するオープン標準の策定や、ガイドライン、成功事例、認証などの提供を行っている。

## 概要
2004年にIBMによって設立され、他の15社と共同でサイトを開設した。2006年にフリースケール・セミコンダクタが設立メンバーとして参加し、IBMと同等に位置づけられた。Power.orgは40を超える有料会員、企業、政府、教育機関と、1万人を超える開発者を擁している。
2006年にLinuxを稼動させるためのPowerアーキテクチャをベースとした標準であるPAPRを発表した。

## 歴史
- 2004年12月 Power.org 設立、Power.orgサイト開設
- 2006年2月 フリースケール・セミコンダクタが設立メンバーとして参加
- 2006年7月 "Power Architecture" を発行 - POWER、PowerPC、PowerQUICC、Cellをベースとした単一のブランド
- 2006年11月 Power ISA v2.03 を発行 - Powerアーキテクチャプロセッサーの統合された命令セット
- 2006年11月 PAPR (Power Architecture Platform Reference)発表 - Linuxオペレーティングシステムを稼働させる標準的なPowerアーキテクチャの開発基盤
- 2006年11月 統合ロードマップ - Powerアーキテクチャの共通ロードマップ[2]
- 2007年9月 Powerアーキテクチャ開発者会議[3]
- 2007年11月 National Instrumentsが参加
- 2008年12月 共通デバッグAPI仕様(Common Debug API Specification)を発表 [4]

## 組織
Power.orgは、設立メンバーや他のメンバーから構成される役員会から構成される。いくつかの委員会や分科会が、組織の目標、プロジェクト、責任を統括し管理している。ただしPowerアーキテクチャ定義の意思決定を行えるのはIBMとフリースケールのみであり、他のメンバーには拒否権は無い。

## 会員制度
Power.orgは設立者、出資者、参加者、開発者の4レベルの階層的な会員制度をとっている。開発者メンバーは無料である。

### 会員
完全版ではない:
- IBM （設立メンバー）
- フリースケール・セミコンダクタ （設立メンバー）
- ケイデンス・デザイン・システムズ （設立メンバー）
- シノプシス （設立メンバー）
- AMCC
- Barcelona Supercomputing Center
- Broadcom
- Bull
- CoWare
- Curtiss-Wright
- Denali
- エリクソン
- Genesi
- GLOBALFOUNDRIES （旧：Chartered）
- Green Hills Software
- HCL Technologies
- 京セラ
- LynuxWorks
- Mentor Graphics
- Mercury Computer Systems
- National Instruments
- 沖電気
- P.A. Semi
- Rapport
- ソニー
- Terra Soft
- Thales Group
- Tundra Semiconductor
- Universitat Mannheim
- テネシー大学（テネシー州ノックスビル）
- Virtutech
- Wind River
- Xilinx
- XGI Technology Inc.